# Leon Balogun
Leon Aderemi Balogun (Berlin Occidental, Alemanya Federal, 28 de juny de 1988) és un futbolista professional nigerià d'origen alemany que juga com a defensa per al Glasgow Rangers i per l'equip nacional nigerià.